# Skrifternas tröst
Skrifternas tröst är en psalm med text och musik skriven 1917 av K.G. Sjölin. Texten är hämtad ur Romarbrevet 15:4.

## Publicerad i
- Segertoner 1988 som nr 396 under rubriken "Den kristna gemenskapen - Ordet".[1]